# Johann Nepomuk della Croce
Johann Nepomuk della Croce,  né le 7 août 1736 à Pressano dans le Trentin et mort le 4 mars 1819 à Linz, est un peintre autrichien, connu notamment pour son Portrait de la famille Mozart, conservé à Salzbourg.

## Biographie
Il étudie la peinture auprès de son oncle Pietro Antonio Lorenzoni. Après des voyages d'études en Italie, en Allemagne, en Hongrie et en France, il s'installe à l'âge de 19 ans à Burghausen en Bavière, et est admis dans la guilde de peinture locale en 1756. Il devient l'un des portraitistes recherchés des villes épiscopales de Passau, Salzbourg et Linz : il aurait peint 5 000 portraits, selon Felix Joseph von Lipowsky. Il réalise également des retables et des fresques dans des églises.

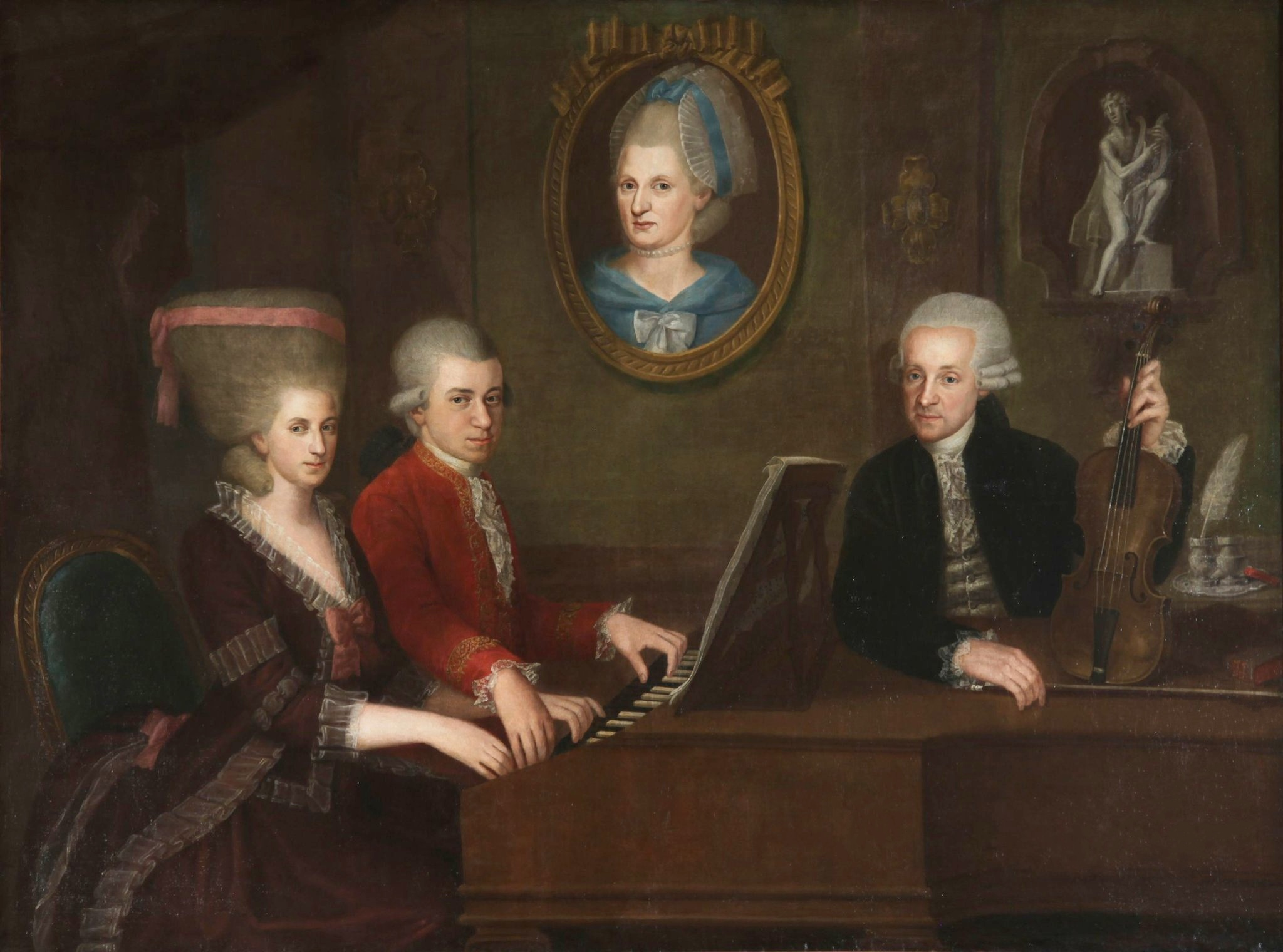
Portrait de la famille Mozart, vers 1780.